# 都道府県別百科事典
都道府県別百科事典（とどうふけんべつひゃっかじてん）は、日本の都道府県を編成単位として発行される百科事典の総称である。

## 概要
古いものでは1968年（昭和43年）刊の『岐阜県百科事典』があり、2014年（平成26年）現在は47都道府県のうち三重県・大阪府・奈良県・和歌山県を除く43都道府県の百科事典が発行されている。大半は1970年代から1980年代に刊行されたもので、特に1980年代前半は約半数の県において百科事典の刊行が集中した。
都道府県別百科事典は単一の出版社から刊行される統一されたフォーマットの叢書ではなく、都道府県を主たる事業範囲として地方紙を発行する新聞社や県域の民間放送局が編集・発行元となっている場合が多い。ただし、神奈川県・滋賀県・山口県の百科事典を発行もしくは発売している大和書房のように新聞社や放送局とは無関係な出版社が刊行の主体となるケースも見られる。
編集に当たっては都道府県庁や教育委員会が協力し、都道府県内の大学教授等が項目の執筆を担当するのが通例である。掲載項目は行政組織や外郭団体、県内の市町村、歴史的事件、県関係の主要人物、自然など多岐にわたる。

## 都道府県別百科事典の一覧
| 都道府県 | 書名                      | 巻数       | 発行元                                            | 発行年         | 備考                                     |
| -------- | ------------------------- | ---------- | ------------------------------------------------- | -------------- | ---------------------------------------- |
| 北海道   | 北海道大百科事典          | 全2巻      | 北海道新聞社                                      | 1981年         |                                          |
| 青森県   | 青森県百科事典            | 単巻       | 東奥日報社                                        | 1981年         |                                          |
| 岩手県   | 岩手百科事典              | 単巻       | 岩手放送                                          | 1978年         | 1988年に新装版を刊行                     |
| 宮城県   | 宮城県百科事典            | 単巻       | 河北新報社                                        | 1982年         |                                          |
| 秋田県   | 秋田大百科事典            | 単巻       | 秋田魁新報社                                      | 1981年         |                                          |
| 山形県   | 山形県大百科事典          | 単巻       | 山形放送                                          | 1993年         |                                          |
| 福島県   | 福島大百科事典            | 全2巻      | 福島民報社                                        | 1980-1981年    |                                          |
| 福島県   | 福島県民百科              | 単巻       | 福島民友新聞社                                    | 1981年         |                                          |
| 茨城県   | 茨城県大百科事典          | 単巻       | 茨城新聞社                                        | 1981年         |                                          |
| 栃木県   | 栃木県大百科事典          | 単巻       | 栃木県大百科事典刊行会 下野新聞社（発売）         | 1981年         |                                          |
| 群馬県   | 群馬県百科事典            | 単巻       | 上毛新聞社                                        | 1979年         |                                          |
| 群馬県   | 群馬新百科事典            | 単巻       | 上毛新聞社                                        | 2008年         | 全面改訂版                               |
| 埼玉県   | 埼玉大百科事典            | 全5巻      | 埼玉新聞社                                        | 1974-1975年    |                                          |
| 千葉県   | 千葉大百科事典            | 全2巻      | 千葉日報社                                        | 1982年         |                                          |
| 東京都   | 江戸東京学事典            | 単巻       | 三省堂                                            | 1987年         | 2003年に新装版刊行                       |
| 神奈川県 | 神奈川県百科事典          | 全2巻      | 大和書房                                          | 1982年         |                                          |
| 新潟県   | 新潟県大百科事典          | 全2巻+別巻 | 新潟日報事業社                                    | 1977年         |                                          |
| 新潟県   | 新潟県 県民百科事典       | 単巻       | 野島出版                                          | 1977年         |                                          |
| 富山県   | 富山県大百科事典          | 単巻       | 富山新聞社 北国出版社（発売）                     | 1976年         | [ 4 ]                                    |
| 富山県   | 富山大百科事典            | 全2巻      | 北日本新聞社                                      | 1994年         |                                          |
| 石川県   | 石川県大百科事典          | 単巻       | 北國新聞社出版局                                  | 1993年         |                                          |
| 石川県   | 書府太郎 石川県大百科事典 | 全2巻      | 北國新聞社出版局                                  | 2003年         | 改訂版、CD-ROM版有り                     |
| 福井県   | 福井県大百科事典          | 単巻       | 福井新聞社                                        | 1991年         |                                          |
| 山梨県   | 山梨百科事典              | 単巻       | 山梨日日新聞社                                    | 1972年         | 1989年に増補改訂、CD-ROM版有り           |
| 長野県   | 長野県百科事典            | 単巻       | 信濃毎日新聞社                                    | 1981年         |                                          |
| 岐阜県   | 岐阜県百科事典            | 全2巻      | 岐阜日日新聞社                                    | 1968年         |                                          |
| 静岡県   | 静岡大百科事典            | 単巻       | 静岡新聞社                                        | 1978年         |                                          |
| 愛知県   | 愛知百科事典              | 単巻       | 中日新聞社                                        | 1976年         |                                          |
| 三重県   | （未刊行）                | （未刊行） | （未刊行）                                        | （未刊行）     | （未刊行）                               |
| 滋賀県   | 滋賀県百科事典            | 単巻       | 大和書房                                          | 1984年         |                                          |
| 京都府   | 京都大事典                | 全2巻      | 淡交社                                            | 1984年・1994年 |                                          |
| 大阪府   | （未刊行）                | （未刊行） | （未刊行）                                        | （未刊行）     | （未刊行）                               |
| 兵庫県   | 兵庫県大百科事典          | 全2巻      | 神戸新聞出版センター                              | 1983年         |                                          |
| 奈良県   | （未刊行）                | （未刊行） | （未刊行）                                        | （未刊行）     | （未刊行）                               |
| 和歌山県 | （未刊行）                | （未刊行） | （未刊行）                                        | （未刊行）     | （未刊行）                               |
| 鳥取県   | 鳥取県大百科事典          | 単巻       | 新日本海新聞社                                    | 1984年         |                                          |
| 島根県   | 島根県大百科事典          | 全2巻      | 島根県大百科事典編集委員会 山陰中央新報社（発売） | 1982年         |                                          |
| 岡山県   | 岡山県大百科事典          | 全2巻      | 山陽新聞社                                        | 1980年         |                                          |
| 広島県   | 広島県大百科事典          | 全2巻      | 中国新聞社                                        | 1982年         |                                          |
| 山口県   | 山口県百科事典            | 単巻       | 山口県教育会 大和書房（発売）                     | 1982年         |                                          |
| 徳島県   | 徳島県百科事典            | 単巻       | 徳島新聞社                                        | 1981年         |                                          |
| 香川県   | 香川県大百科事典          | 単巻       | 四国新聞社                                        | 1984年         |                                          |
| 愛媛県   | 愛媛県百科大事典          | 全2巻      | 愛媛新聞社                                        | 1985年         |                                          |
| 高知県   | 高知県百科事典            | 単巻       | 高知新聞社                                        | 1976年         |                                          |
| 福岡県   | 福岡県百科事典            | 全2巻      | 西日本新聞社                                      | 1982年         |                                          |
| 佐賀県   | 佐賀県大百科事典          | 単巻       | 佐賀新聞社                                        | 1983年         |                                          |
| 長崎県   | 長崎県大百科事典          | 単巻       | 長崎新聞社                                        | 1984年         |                                          |
| 熊本県   | 熊本県大百科事典          | 単巻       | 熊本日日新聞社                                    | 1982年         |                                          |
| 大分県   | 大分百科事典              | 単巻       | 大分放送                                          | 1980年         | 姉妹編に『大分歴史事典』（1990年）がある |
| 宮崎県   | 宮崎県大百科事典          | 単巻       | 宮崎日日新聞社                                    | 1983年         |                                          |
| 鹿児島県 | 鹿児島大百科事典          | 単巻       | 南日本新聞社                                      | 1981年         |                                          |
| 沖縄県   | 沖縄大百科事典            | 全4巻      | 沖縄タイムス社                                    | 1983年         |                                          |